# アシュラフ・ガニー
モハンマド・アシュラフ・ガニー・アフマドザイ（パシュトー語: محمد اشرف غنی احمدزی、英語: Mohammad Ashraf Ghani Ahmadzai、1949年 - ）は、アフガニスタンの政治家。元財務大臣、第2代アフガニスタン・イスラム共和国大統領。カーブル大学の元学長。知識人に支持が多い。ローガル州出身。
日本では、アシュラフ・ガニと表記されることが多い。

## 経歴

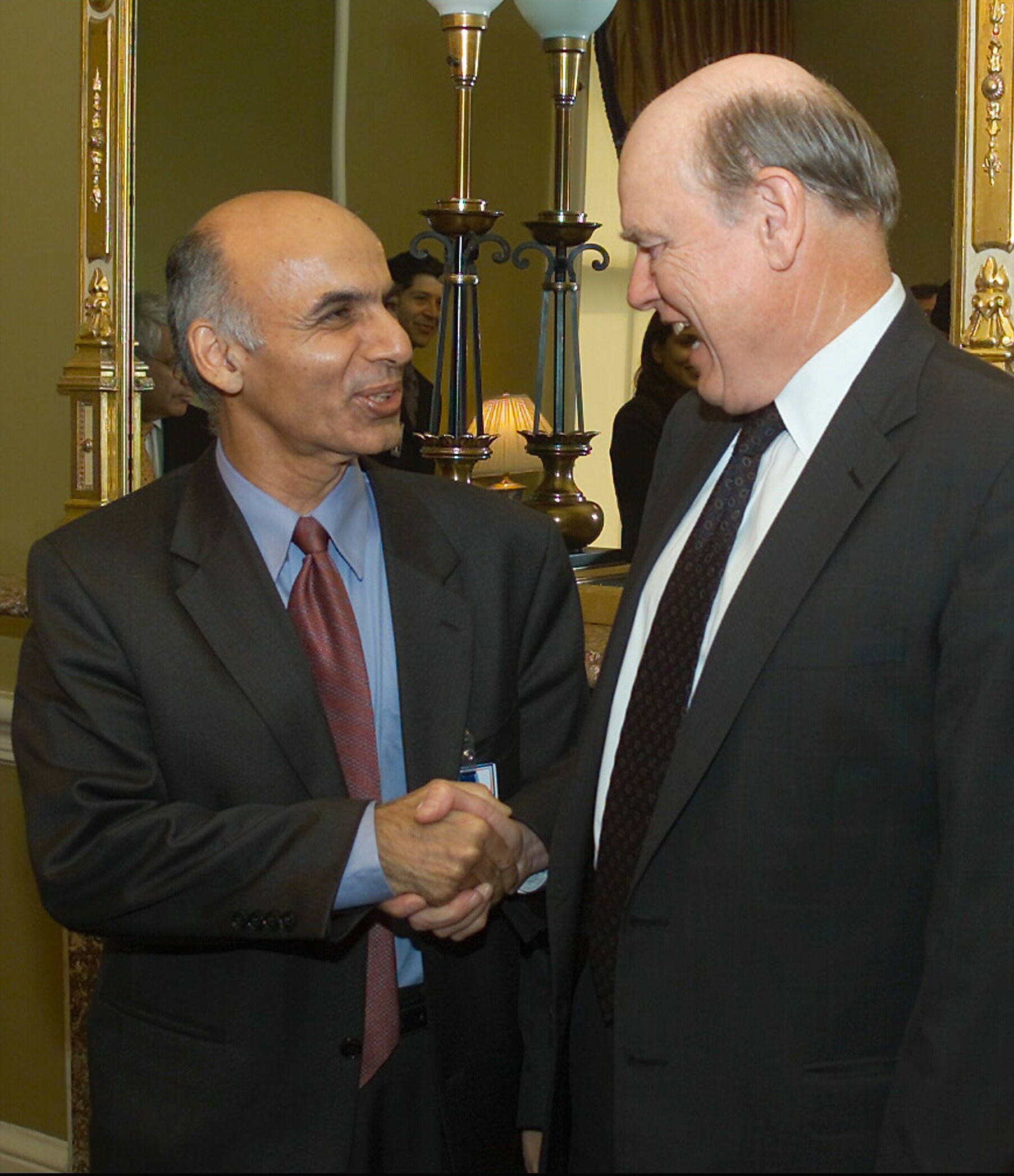
ジョン・スノー米財務長官（右）と握手するガニー（2004年）

ベイルート・アメリカン大学を卒業し、コロンビア大学で人類学博士号を取得した。

### 大統領就任以前
ソ連軍侵攻以前はカーブル大学で教えていたが、侵攻後アメリカへ移住。ジョンズ・ホプキンス大学などで教鞭を執った後、1991年から世界銀行につとめており、暫定行政機構が発足するのに伴って帰国した。
ハーミド・カルザイの暫定政権で財務相を務めた。コフィー・アナン国連事務総長の任期満了に伴う次期事務総長選挙に、2006年9月15日に立候補表明をしたラトビアのヴァイラ・ヴィーチェ＝フレイベルガ大統領に続いて9月18日に立候補表明をした。その後、韓国の潘基文外交通商相なども含め立候補者は7人となり、最終的には潘基文が次期国連事務総長に選ばれた。
2009年のアフガニスタン大統領選挙に出馬したが、4位だった。

### 大統領としての活動
2014年4月のアフガニスタン大統領選挙には第一副大統領候補アブドゥルラシード・ドーストムとともに出馬し、決選投票の末に得票率56.44%で当選。2014年9月29日に第2代大統領に就任した。なお、大統領選の決選投票で敗れたアブドラ・アブドラ元外相も首相格の行政長官に就任した。
2019年4月20日に次の大統領選挙を実施し、5月22日に任期満了となる予定であったが準備不足のため選挙が延期に延期を重ねることとなり、同年4月21日、アフガニスタン最高裁は、遅延している大統領選挙が実施され新しい大統領が選出されるまでガニーの大統領任期を延長する判断を下した。
2019年10月22日の日本の天皇の即位礼正殿の儀に参列し、翌23日には迎賓館赤坂離宮で安倍晋三内閣総理大臣と会談を行った。また11月28日には、感謝祭と合わせて秘密裏にアフガニスタンを訪問したアメリカのドナルド・トランプ大統領と会談を行った。
2019年9月28日に執行された大統領選挙は2020年2月18日に選挙管理委員会が結果を確定させ、得票率50.64%のガニーの再選が決定したが対抗馬のアブドラ・アブドラは選挙結果を認めず、同年3月9日にガニーが2期目の就任宣誓を行った数分後にアブドラも独自に大統領就任宣誓を行うなど、2期目は波乱のスタートとなった。5月17日にアブドラと新政権樹立で合意し、権限を両者で分け合うこととしたほか、ターリバーンとの和平交渉は新設される国家和解高等評議会の議長に就任するアブドラに委ねることとなった。

### 2021年ターリバーンの攻勢への対応
アメリカ合衆国が2021年8月末までのアフガニスタンからの撤退を進める中、ターリバーンの攻勢は止まらず、主要都市は次々に制圧され2021年8月中旬には首都カーブルに迫った。ターリバーンがガニーに対し大統領辞任を要求したほか、アメリカのアントニー・ブリンケン国務長官も停戦とターリバーンによる暫定政権樹立のため、ガニーに大統領辞任を要求したと報じられたが大統領府はこれを否定した。しかし8月15日にターリバーンはアフガニスタン全土を支配下に置いたと宣言し、政権側もアブドゥル・サタール・ミルザクワル内務相代行が権力の移行を進めると表明。同日15日のロイター通信の報道によると、ガニーは既に国外に脱出したことを内務省高官が発表し、後にアブドラ国家和解高等評議会議長もこれを確認。ガニー政権は崩壊した。

### 亡命後の活動
逃亡先について当初はタジキスタンともウズベキスタンとも報道されたが、直後にタジキスタンは入国を否定した。16日には中東オマーンに滞在しているとの情報が流れたほか、ガニーがヘリコプターで逃亡する際に車4台分にのぼる多額の現金を持ち出したとの情報がロシアの報道機関より流されており、これにはガニー政権の混乱を強調したいロシアの意図があるとも指摘された。8月18日、アラブ首長国連邦は、ガニーとその家族を人道上の理由から受け入れ、国内に滞在していることを明らかにした。なお、娘と息子は、それぞれニューヨークの高級マンションとワシントンDCの高級住宅地に政変前から暮らしている。
8月18日にはフェイスブックに動画を投稿。アフガニスタンを脱出せざるを得なかった状況を釈明し、帰国に向けて活動を行う意思表示を行った。多額の現金持ち出しについては否定した。